# Пщулкі-Чубакі
Пщулкі-Чубакі (пол. Pszczółki-Czubaki) — село в Польщі, у гміні Ґрудуськ Цехановського повіту Мазовецького воєводства.
У 1975—1998 роках село належало до Цехановського воєводства.